# 관중 (지명)
관중(중국어 간체자: 关中, 정체자: 關中, 관의 가운데) 또는 관중 분지(關中盆地), 관중 평원(關中平原)은 역사적으로 북쪽의 소관(중국어 간체자: 萧关, 정체자: 蕭關), 동쪽의 함곡관(중국어 간체자: 函谷关, 정체자: 函谷關), 남쪽의 무관(중국어 간체자: 武关, 정체자: 武關), 서쪽의 대산관(중국어 간체자: 大散关, 정체자: 大散關) 사이를 가리키는 지명으로, 현재의 중국 산시성 중부와 허난성 서단을 포함한다. 역사적으로 가장 중요한 관문은 관중과 화베이 평원을 분리하는 동쪽의 함곡관이었다.

## 지리
관중 분지의 평균 해발고도는 500m이다. 산시 성의 성도이자 관중 분지 최대 도시인 시안시를 비롯해 퉁촨시, 바오지시, 셴양시, 웨이난시를 포함한다.

## 역사
분지는 춘추전국시대에 진나라의 중심지였다. 비옥한 토양과 우수한 관개 시설 덕분에 진나라는 여러 나라들 중에서 우위에 설 수 있었고 결국 중국을 통일하였다. 주나라 이래로 이 지역은 한나라, 수나라, 당나라를 포함해 12개 왕조의 수도였다. 당나라 때 중국의 경제 중심지가 남쪽의 장강 유역으로 이동하면서 관중 지역은 점차 대운하를 통해 들어오는 물자에 의존하게 되었다. 당나라 말기 안사의 난과 황소의 난을 겪으면서, 다시 황폐해져 당나라를 멸망시킨 주전충이 동쪽 개봉으로 도읍을 옮겼다.
이후에는 항해술의 발달과 더불어 중국의 중심이 동쪽으로 옮겨 가면서 명나라 말기에는 관중을 포함한 산시 일대가 이자성이 이끄는 반군 발생 거점이 될 정도까지 퇴색하는 모습을 보였다. 그러나 지금도 중앙아시아의 관문으로서의 역할은 잃지 않았다.

## 같이 보기
- 함양
- 장안